# 버터플라이 나이프

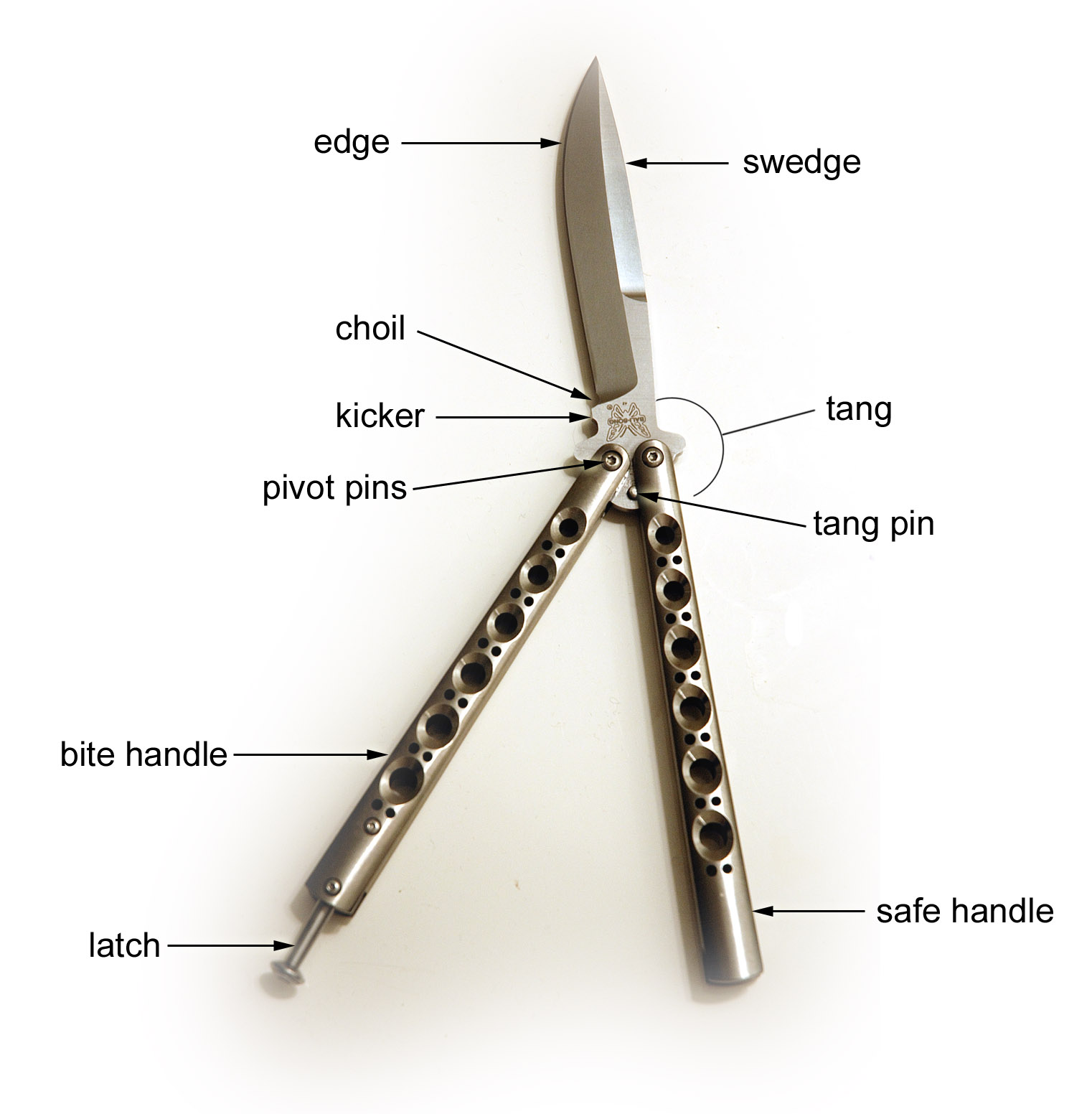
발리송 각 부분 명칭과 구조. 사진속 발리송은 벤치메이드에서 생산한 Benchmade 42 모델이며 현재는 단종된 상태이다. 하지만 트레이너로 살 수있다.

발리송(영어: Balisong)은 벤치메이드사 또는 스파이더코사 등 여러 회사에서 만든 두 개의 손잡이가 있는 접이식 주머니 나이프이다. 팬 나이프(fan knife) 또는 버터플라이 나이프(Butterfly knife)이라고도 부른다. 발리송은 두 손을 이용하여 칼을 빼내기 불편한 상황에 유용하다. 이 나이프를 정식으로 구입하기 위해서는 도검소지허가를 받아야 한다. 하지만 도검인만큼 다루기가 매우 어려워 초보자들은 칼에 테이프를 감아 안전하게 연습하기도 하며, 또는 아예 날이 없는 '트레이너'를 구입(혹은 제작)하여 연습한다.다른 방법으로 날은 있지만 날이 무뎌서 다치지 않는 JT형도 있다.
칼의 구조 상 칼날이 칼자루 안으로 완전히 들어가야 하기 때문에 칼날의 길이가 칼자루보다 짧다.

## 유래
원래는 필리핀의 발리송(=버터플라이 나이프) 지방 원주민들이 사용하던 칼이였는데(원본의 디자인은 지금의 모습과 상당히 큰 차이가 있다), 2차 세계대전 당시 필리핀에 주둔하던 미군들이 그 칼을 얻어 미국으로 가져가게 되고 핸들 안으로 칼날이 들어가고 핸들이 펼쳐지는 독특한 구조로 접고 꺼내는 모습이 매우 멋지게 보여서 이를 미국의 여러 칼 제조 회사에서 현지화시켜 상품으로 팔게 된 것이 시초가 되었다. 이 칼은 폭주족, 깡패들이 쓰는 위험한 칼로 알려져 있는데, 전혀 그렇지 않다. 단지 영화에서 깡패,건달들에게 적합한 이미지라고 생각한 몇몇 감독들에 의해 영화에서 깡패들이 쓰는 이미지로 변질이 되고, 지금의 발리송에 대한 편견이 되어버렸다. 이 칼은 (트레이너 또는 JT형이라는 전재 하에) 경찰이 제제를 가하지 않으며 구멍이 뚫려있는 트레이너라면 학교에서도 사용이 가능하다, 다만 선생님들이 위험하다고 판단을 할 시에는 뺏기는 일도 다반사이다. 그리고 손가락을 많이 움직이기 때문에 두뇌회전에도 좋다.
지금은 사냥용, 전투용 보다는 묘기용으로 많이 쓰이고 있으며 마술사들이 손의 힘을 키우기 위해 연습한다고도 한다.

## 사회에서의 차별
일단 생각해보자. 위험하지 않다해도 단연‘칼’이다. 그러기에 학부모들이(또한 선생님들) 트레이너여도 JT여도 염려하는 까닭이 이것이다.

## 발리송 기술
먼저 처음으로 배우는것은 베이직플리핑이다.
베이직플리핑은 그냥 발리송을 위로 올렸다가 잡으면 된다.

가장 간단한 오프닝/클로징 기술인 "호라이즌탈(Horizontal)".

2번째로 빠른 오프닝/클로징 기술인 "스파이 오프닝(Spy Opening)".

그리고 이걸보면 알겠지만 기술들이 한두가지가 아니다.
기술들을 더 알려주자면... 발리송을 계속 회전시키는 ‘패닝’ 그리고 발리송의 고급기술인 ‘시저링’등이있다. 그리고 자신이 직접만들수 있다.

## 발리송의 종류
앞에도 있기도 하지만 다른 것들도 많다. 먼저 스퀴디발리송이 있다. 이 발리송은 플라스틱이라서 손이 다칠위험이 별로 없다. 더 말하자면 단종되었지만 트레이너로는 살 수 있는 벤치메이드42, 쇠로 만들어져 무겁다는 편견을 깬 마코, 뭔가 일본풍같은 발리송 무라사마, 진날처럼 보이지만 JT형에 모양이 예쁜 타키온 등이있다.

## 발리송 사는법
사는 법은 간단하다. 먼저 서울풍물시장에서 사는거다. 거기에 풍물시장 건물이있는데, 거기 안으로 들어가서 2층으로 올라가 사는 방법이있고, 또다른 방법은 인터넷에서 사는거다. 사실
발리송을 처음 접하는 사람은 인터넷에서 사는것도추천하고, 그냥 나(kotobi)처럼 서울풍물시장 가기 싫은사람은 인터넷으로 사는걸 추천한다.

## '발리송'이라는 이름
중간에 하이픈이 들어있는 발리송 Bali-Song이라는 단어는 벤치메이드 회사의 등록상표다. '버터플라이 나이프'라는 별명을 얻은 이유는 발리송의 작동이 나비의 날갯짓같기 때문이다.
그러나 하이픈이 없는 발리송 balisong은 고유명사이다. 발리송의 단어의 기원에 대해 갖가지 추측과 소문이 나타났다 사라지곤 하지만 한가지 모두들 동의하는 확실한 사실은 필리핀에서 기원했다는 것이다. (필리핀의 많은 언어중에서 가장 많이 쓰이는 현대 타갈로그어에서 발리송은 '탱을 중심으로 반대로 회전하는 두개의 핸들을 가진 폴딩 나이프'을 뜻한다.)
이름의 유래로서 첫 번째 가설은 나이프 작가인 Tom Wei Ding과 Tom Wei Toi는 그들의 책인 ‘The Manipulation Manual for the Balisong Knife’(1983년)에서 발리송은 ‘예리한 나이프’를 뜻한다고 주장했다.
두 번째 가설은 역시 나이프 작가인 Jeff Imada는 The Balisong Manual(1984년)에서 "bali"는 ‘부러뜨리다’를 뜻하고, "sung" 은 ‘뿔’을 뜻한다고 주장했다. 발리송의 핸들(오리지널은 "balisungs")은 동물의 뿔을 부러뜨려서 만든 것이라는 것이다. Tai Jo도 책 Balisong Knife(1985년)에서 이 가설을 지지했다. 그는 이 책에서 발리송이라는 단어는 ‘부러진 뿔’에서 유래되었을 수도 있다고 설명했다. 또는 ‘부러진/딸각딸각 소리내는 뿔(breaking/rattling horn)'일 수도 있고, ‘뿔을 부러뜨리기 위한(to break the horn)' 일 수도 있다고 했다.
세 번째 가설로, 발리송이란 단어는 독특한 이름이고 사실은 아무 의미도 없다라고 하는 주장도 있다. 미국이 주와 시가 있는 것처럼, 필리핀도 주에 해당하는 바탄가스"Batangas" 가 있고, 도시에 해당하는 바리오스"Barrios"가 있다고 한다. 그 바리오스중에 발리송이라는 곳이 있으며, 영국의 세필드, 독일의 졸링겐처럼 나이프 만드는 곳으로 유명하다고 한다. 따라서 미국에 사는 필리핀인들은 '발리송은 단지 도시이름이다'라고 주장한다. 발리송(도시)은 번성하는 도시이고, 버터플라이 나이프 제조산업이 아직도 주요 산업이다.

## 같이 보기
- 에스크리마
- 주머니칼